# Medusa (Bernini)
Il busto di Medusa è un'opera scultorea in marmo ispirata all'omonimo personaggio mitologico. Realizzata probabilmente verso il 1640 circa, è entrata a far parte della collezione dei Musei capitolini al Palazzo dei Conservatori nel 1731. È attribuita a Gian Lorenzo Bernini. 

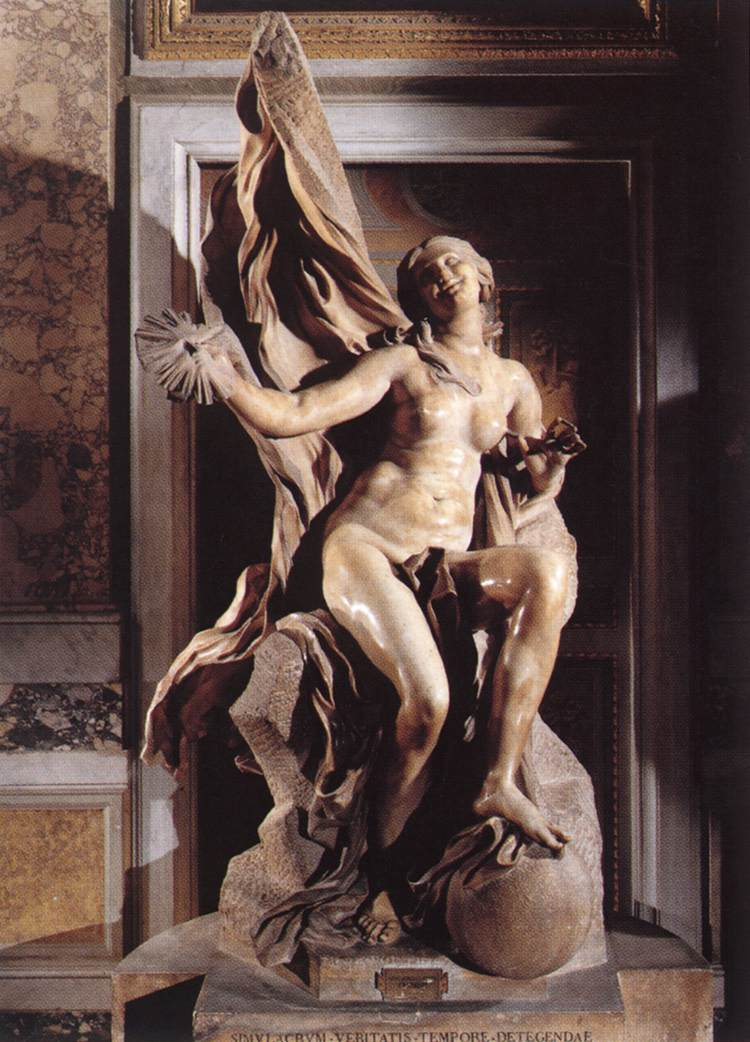
La verità svelata dal tempo, realizzata tra il 1645 e il 1652.

## Attribuzione
Sul piedistallo posto alla base del busto vi è un'iscrizione che fornisce indicazioni sul donatore: "L'immagine di Medusa, posta sugli scudi dei romani per il terrore dei nemici, ora risplende, gloria di un celeberrimo scultore, in Campidoglio, dono del marchese Francesco Bichi, conservatore nel marzo dell'anno del Signore 1731".
Con ogni probabilità, il busto è stato introdotto dalla famiglia del donatore dal cardinale Alessandro Bichi (1596-1657), che godeva della protezione di Papa Urbano VIII e, successivamente, di Papa Alessandro VII.
Il nome del "celeberrimo scultore" per molto tempo è rimasto poco chiaro, il busto, infatti, non è menzionato dal figlio Domenico nel suo Vita del Cavaliere Gio. Lorenzo Bernino, né dallo storico dell'arte Filippo Baldinucci (1625-1697) nella biografia Vita del cav. Gio. Lorenzo Bernino. Tuttavia l'opera è generalmente attribuita a Bernini, in modo particolare lo storico dell'arte Irving Lavin la considera una delle più significative e al contempo delle più sottovalutate dell'artista.
Rudolf Wittkower, osservando le folte sopracciglia e l'aspetto lanoso dei capelli, evidenzia l'alta qualità tecnica delle trecce serpentine fluttuanti nello spazio e la plasticità delle guance e delle labbra, nonché l'espressione che trasuda sofferenza.

## Datazione
Anche nella datazione si riscontrano delle difficoltà. Rudolf Wittkower ritiene che il busto non possa essere un'opera del primo Bernini, collocando la sua realizzazione nel 1636, quando Bernini era costretto in casa perché malato. Considerando la somiglianza del viso di Medusa con quello di Costanza Bonarelli, Charles Avery crede che il busto sarebbe stato realizzato quando lo scultore "era mortificato in seguito alla fine violenta della sua relazione adulterina e potrebbe aver cercato di esprimere i suoi sentimenti rappresentando Costanza proprio come Medusa, la cui espressione triste che deforma il suo viso delicato riflette i sentimenti dell'artista". L'opera sarebbe stata scolpita quindi tra il 1638 e il 1639 o poco dopo. Secondo Irving Lavin, Bernini avrebbe cominciato ad occuparsi di questo busto subito dopo il suo matrimonio, il quale ebbe luogo nel maggio del 1639. Maurizio e Marcello Fagiolo dell'Arco la datano piuttosto nella prima metà del decennio successivo, per via delle sue forme stravaganti e dell'espressività che la caratterizzano. Tenendo conto di tutte le ipotesi, la datazione del busto rientra in un arco temporale tra il 1638 e il 1645.

## Descrizione
Contrariamente alle tradizionali raffigurazioni di Medusa, le quali solitamente rappresentano solo la maschera oppure, tutt'al più, la testa mozzata del mostro (come nel Perseo di Benvenuto Cellini), in questo caso la scelta del Bernini ricade su di un busto. In aggiunta, la giovane donna ha un viso dalla bellezza perfetta, il quale non è terrificante né deformato dalla paura, trovando invece delle punti di contatto con la Medusa Rondanini. Ciononostante, quest'ultima è una bellezza priva di emozioni, ritenuta pericolosa, mentre la Medusa di Bernini esprime sofferenza. 
Secondo Patrick Haughey, tale sofferenza sarebbe dovuta ai morsi dei serpenti ed al fatto che Medusa è in procinto di trasformarsi in un mostro. Irving Lavin nota al contrario come non si tratti di dolore fisico, bensì di una profonda sofferenza morale: la giovane donna sembra in preda ad un'angoscia spirituale quasi meditativa, come se stesse intraprendendo un processo di catarsi. Per lo storico dell'arte, il busto è "una sorta di autoritratto metaforico attraverso il quale lo scultore mostra il potere di trasformazione della sua arte, [...] messa al servizio di un fine morale superiore di espiazione dell'angoscia prodotta dalla consapevolezza della sua fallibilità." 
Tenuto conto delle somiglianze tra il busto di Medusa e quello di Costanza Bonarelli, Lavin ritiene essere i due delle opere complementari e, al tempo stesso, opposte, trovandosi d'accordo con un'osservazione di Charles Avery. Lo stesso esperto vede nella scultura un "terribile doppiosenso" (in inglese, an awful pun), in quanto della pietrificazione che il mostro infliggeva alle persone, è vittima Medusa stessa. La storica dell'arte Nava Cellini ha evidenziato dei tratti in comune, nelle forme e nell'espressività, con la figura della Verità svelata.

## Contesto

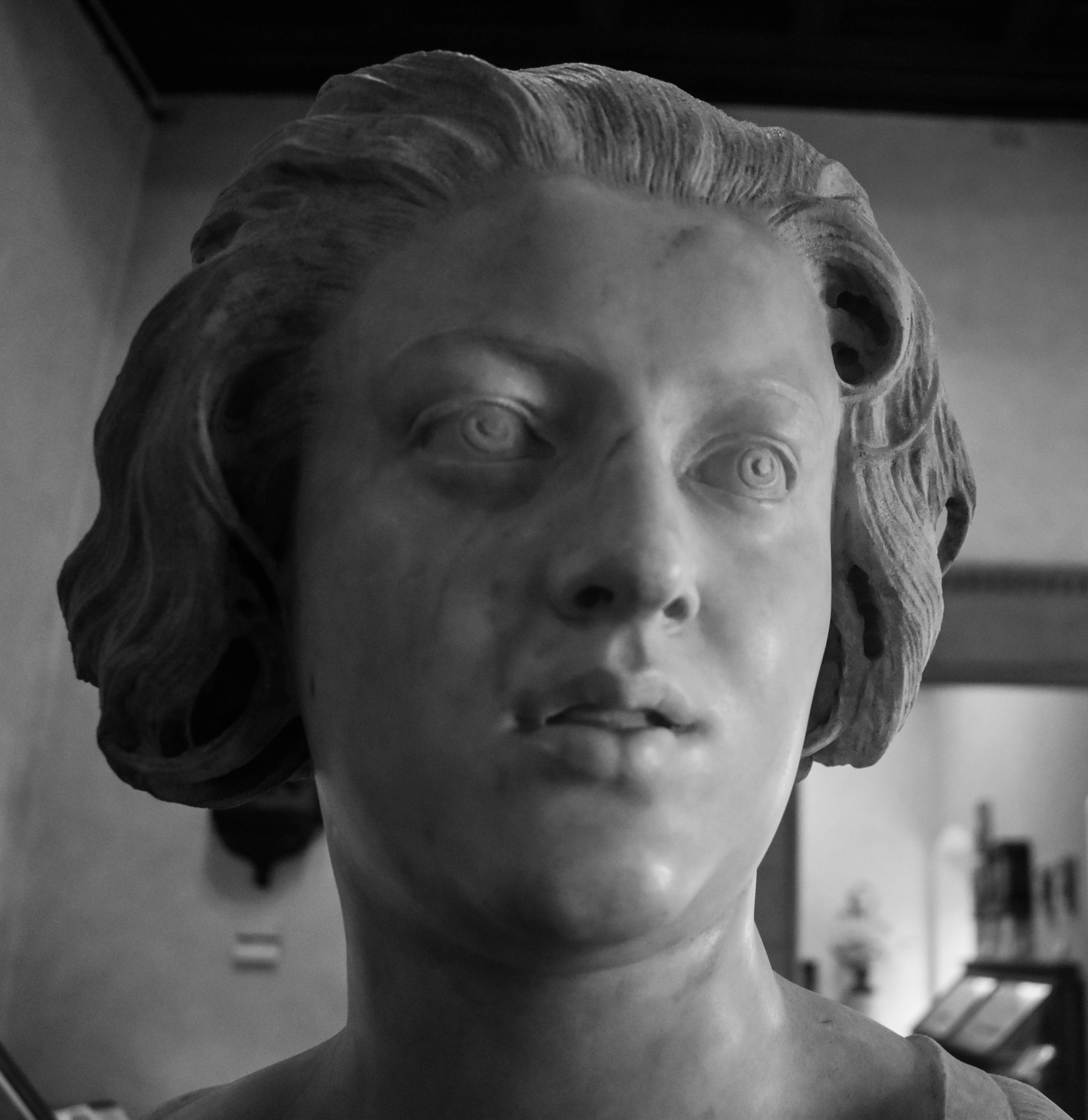
Busto di Costanza Bonarelli, 1636-1638 circa

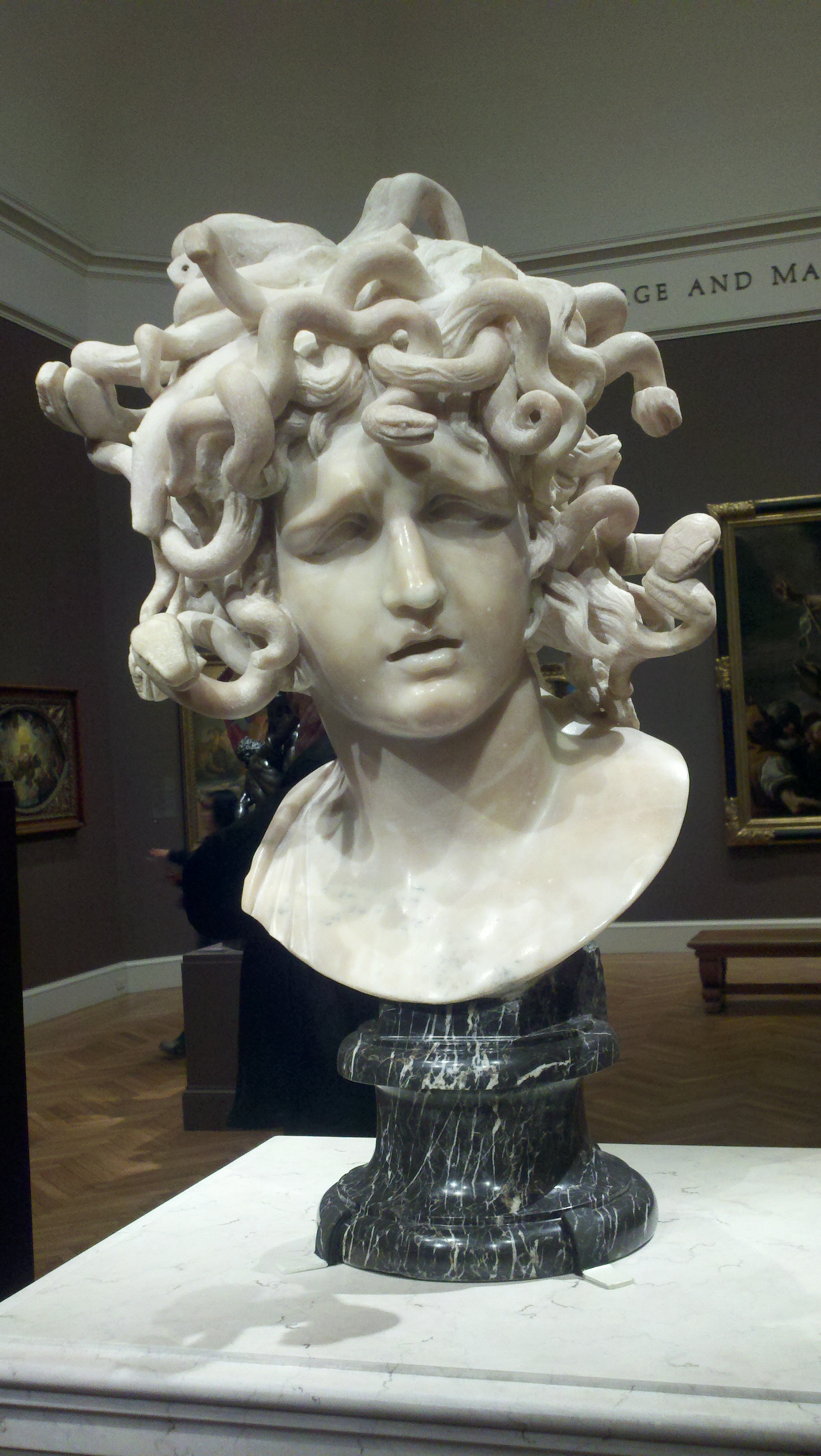
Il busto in mostra a San Francisco in seguito al restauro.

Nel 1638 Bernini, allora quarantenne, si innamora di Costanza Bonarelli, che di anni ne aveva ventiquattro, e il cui marito Matteo, anch'egli scultore, lavorava proprio sotto la direzione del Bernini nella Basilica di San Pietro. In questo periodo, l'artista realizza il busto dedicato alla donna. Tuttavia, quando un giorno scopre Costanza con suo fratello Luigi, Bernini diventa furibondo, aggredisce suo fratello e ordina ad un servo di sfregiare la bella ragazza. Alla luce di tali avvenimenti, la madre di Bernini scrive al cardinale Francesco Barberini per chiedergli di porre fine all'arroganza del suo figlio primogenito. Luigi ed il servo vengono mandati in esilio, mentre a Gian Lorenzo viene imposta un'ammenda di 3000 scudi. In seguito, Urbano VIII emette un breve con il quale assolve lo scultore, invitandolo a sposarsi, cosa che accade l'anno successivo. Bernini, infatti, prende in sposa Caterina Tezio, nota per essere "la più bella fanciulla che Roma abbia mai avuto" e dalla quale avrà nove figli. 
Bernini avrebbe realizzato il busto di Medusa qualche tempo dopo lo scandalo sollevato dalla relazione adulterina con Costanza. Ribaltando l'essenza del mito, le sue intenzioni erano, secondo Irving Lavin, di rappresentare in tal modo, attraverso un autoritratto metaforico appunto, l'angoscia che la coscienza gli provocava, a causa delle sue colpe. Lo scultore avrebbe poi donato il busto al cardinale Alessandro Bichi, al quale era vicino e che senz'ombra di dubbio conosceva gli scandali che aleggiavano attorno all'opera. 
Esiste una copia dell'opera al Museo del Louvre. Il busto è stato oggetto di restauro nel 2006.